# Cristianismo liberal
Cristianismo liberal (ou liberalismo teológico) representa a tentativa de abordar o cristianismo de uma perspectiva crítica, aberta, desconsiderando eventos sobrenaturais, sem negar ou menosprezar a importância da experiência religiosa e do compromisso religioso.
Além de uma abordagem de reflexão religiosa, o termo também se aplica a um movimento teológico no seio do protestantismo cuja produção intelectual ocorreu entre o final do século XVIII e o início do século XX. A teologia liberal interpretava as doutrinas cristãs levando em consideração o conhecimento moderno, a ciência e a ética. O liberalismo teológico enfatizava a importância da razão e da experiência sobre a autoridade doutrinária. Os cristãos liberais viam sua teologia como uma alternativa ao racionalismo ateísta e às teologias tradicionais baseadas na autoridade externa (como a Bíblia ou tradição sagrada).

## História
A teologia liberal surgiu da reação ao racionalismo iluminista e da valorização da experiência e essência pelo romantismo dos séculos XVIII e XIX, principalmente entre igrejas protestantes europeias e seu correspondente no catolicismo, o modernismo teológico.
A influência da teologia liberal, fundamentada em uma visão positiva da humanidade, sucumbiu diante dos horrores da 1a Guerra Mundial. Drasticamente, o movimento da teologia liberal diminuiu com a ascensão do pentecostalismo na década de 1920, da neo-ortodoxia na década de 1930, do movimento ecumênico e missionário nos anos 1940, do evangelicalismo nos anos 1950, da teologia da libertação na década de 1960 e com a teologia pós-liberal dos anos 1990.
Apesar de sua quase extinção, há ainda no início do século XXI alguns poucos teólogos liberais, como o teólogo Marcus Borg, o bispo episcopaliano John Shelby Spong e o teólogo alemão Jörg Lauster. Atualmente, os aderentes dessa teologia congregam em denominações diversas ou se comungam em pequenas denominações como a Igreja Presbiteriana não Subescrevente da Irlanda, a Congregação Unitarista de Pernambuco, a Igreja Cristã Livre do Recife ou associações como a Rede Europeia Protestante Liberal.

## Doutrinas
O início da teologia liberal está na reação ao racionalismo que o teólogo alemão Friedrich Schleiermacher (1768-1834) propunha com base na teologia natural. Diante dos questionamentos da historicidade das Escrituras pelos racionalistas, Schleiermacher argumentava que a verdadeira religião seria dependente do sentimento humano da comunhão com Deus. Deus só poderia ser experimentado por meio do sentimento, não da razão, pois a humanidade ao ser consciente de seu próprio pecado e de sua necessidade de redenção, que só pode ser realizada por Jesus Cristo, deveria reunciar-se a ele.
Meio século depois de Schleiermecher, outro teólogo, Albrecht Ritschl (1822-1889), impulsionou a teologia liberal. Ritschl discordava da ênfase de Schleiermacher no sentimento, pois isso levaria a um sentimentalismo, um misticismo ou um subjetivismo. Antes, a crença religiosa deveria ser baseada objetivamente nos eventos históricos registrados no Novo Testamento, pois seria o testemunho da missão divina de Jesus. Todo o conhecimento disponível da história, da linguística e arqueologia deveria ser recrutado para o estudo da Bíblia. Porém, alinhado com a naturalismo metodológico, Ritschl não encontrou bases históricas para as doutrinas como o nascimento virginal de Jesus, da Trindade ou do sacrifício vicário, tampouco para a historicidade de milagres. Contudo, o centro de sua teologia seria morte de Jesus Cristo, a qual representaria um exemplo da possibilidade de redenção da humanidade. A vida cristã deveria ser devotada à atividade ética e ao desenvolvimento. Desse modo, as doutrinas cristãs funcionariam como julgamentos de valor, em vez de afirmações de fatos. A superação do pecado e a entrada no Reino de Deus se dava pela prática da caridade e da comunhão entre as pessoas, não pela fé em Cristo.
Ernst Troeltsch (1865-1923) foi outro destacado defensor do liberalismo teológico. Segundo ele, o cristianismo seria uma religião entre tantas outras, e Deus se revelava em todas, sendo que o cristianismo fora o ápice da revelação. Dessa forma, tal como Schleiermacher, defendia a salvação de não cristãos, pois a obra salvítica de Jesus Cristo impactava toda a humanidade, não havendo conflito entre a ética cristã e a vida espiritual e ética de outras religiões.
Um dos últimos teólogos liberais de relevo foi Albert Schweitzer (1875-1965). Este missionário, músico e laureado pelo prêmio Nobel foi um dos primeiros a diagnosticar a crise do movimento. Para Schweitzer, a imagem de Jesus forjada nos círculos da teologia liberal atendia as demandas das sociedades modernas. No entanto, Jesus Cristo seria de um profeta apocalíptico, com o cristianismo primitivo sendo caracterizado pela esperança de uma futura vinda do reino de Deus. Assim, Jesus Cristo não poderia ser reduzido ao sentimento, à história ou à ética.
Para os teólogos liberais, a Igreja é o lugar da comunhão humana compartilhando a experiência (de sentimento segundo Schleiermacher; de realidade histórica para Ritschl; ou de ética para Troeltsch) divina. E a Igreja deve guiada pela Escrituras Sagradas como registros dessa experiência, sem interpretações dogmáticas.

## Uso distorcido do termo
Por desconhecimento teológico ou deliberamente, entre círculos fundamentalistas, reacionários e conservadores é comum referir-se a quem não subscreva às suas doutrinas como teólogos "modernistas" ou "liberais". No entanto, essa pejoração trata-se mais de uma falácia do espantalho, sem necessariamente o conteúdo teológico dos oponentes serem ligados ao movimento histórico de liberalismo teológico.
Outra associação indevida do termo "liberalismo teológico" é aplicada a biblistas e teólogos que adotam o método histórico-critico de hermenêutica bíblica enquanto a posição "conservadora" ou "tradicionalista" supostamente adotaria o método histórico-gramatical. Entretanto, um dos pioneiros norte-americanos da teologia liberal, Hosea Ballou, empregava o método histórico-gramatical; enquanto o biblista aderente do evangelicalismo, William Robertson Smith, aderia ao método histórico-critico.
Frequentemente, promotores do diálogo ecumênico são tachados de "liberais", embora não tenha sido a aproximação inter-religiosa parte essencial do liberalismo teológico, o qual abrigava desde ativistas anti-pluralismo religioso durante o Kulturkampf como também interlocutores do Parlamento Mundial de Religiões. Enquanto isso, o movimento ecumênico contemporâneo foi lançado por evangelicais nas conferências missionárias de 1888 a 1910.
Tampouco há relação necessária entre teologia liberal e pautas sociais progressistas. en:Baden Powell, um dos primeiros teólogos liberais britânicos, era notório apoiador do Partido Conservador. Em contraste, seu contemporâneo o pregador teologicamente conservador Charles Spurgeon era vocal e irredutível com causas progressistas liberais, como o abolicionismo, o sufrágio para classes trabalhadores, a educação pública gratuita, políticas públicas de redução de pobreza e campanhas anti-guerra e anti-imperialismo.
Também é necessário observar que o liberalismo teológico nada tem a ver com a rejeição do criacionismo de terra jovem. Desde a patrística já se podia ver intérpretes lendo os dias de Gênesis como alegóricos, bem como teólogos conservadores hoje em dia admitindo uma idade antiga para a criação. Dentre estes, estão Francis Schaeffer e William Lane Craig. Ademais, sabe-se também que muitos dos teólogos conservadores do século XX acreditavam ou na teoria da lacuna ou na interpretação Dia-Era.
Adicionalmente, não há ligação entre essa abordagem teológica ou o antigo movimento teológico liberal com a ideologia política chamada de liberalismo.